# Athanase de Mézières
Athanase de Mézières y Clugny (Paris, 26 mars 1719 - San Antonio, 2 novembre 1779) est un explorateur français.

## Biographie
Militaire dans l'armée de Louisiane (1730), il est nommé en 1740 à Natchitoches, puis, entrant au service des Espagnols, devient Gouverneur de Natchitoches en 1769. Il mène alors des expéditions sur la Rivière Rouge et signe de nombreux traités avec les Indiens dont il a appris la langue et les coutumes. 
Nommé Gouverneur du Texas (1779), il meurt avant d'avoir pu occuper sa charge.